# Kelowna Wings
Die Kelowna Wings waren eine kanadische Eishockeymannschaft aus Kelowna, British Columbia. Das Team spielte von 1982 bis 1985 in einer der drei höchsten kanadischen Junioren-Eishockeyligen, der Western Hockey League (WHL).

## Geschichte
Die Kelowna Wings wurden 1982 als Franchise der Western Hockey League gegründet. In ihren ersten beiden Spielzeiten wurde die Mannschaft jeweils Sechster und somit Letzter der West Division mit 27 bzw. 31 Punkten. In der Saison 1984/85 erreichten die Wings zum ersten und einzigen Mal die Playoffs, nachdem sie ihre Ausbeute in der regulären Saison auf 62 Punkte verdoppeln konnten. In den Playoffs schieden sie jedoch bereits in der zweiten Runde, dem Division-Halbfinale, aus, nachdem sie den New Westminster Bruins unterlagen. Im Anschluss an die Spielzeit wurde das Franchise nach Spokane, Washington umgesiedelt und nimmt seither unter dem Namen Spokane Chiefs am Spielbetrieb der WHL teil.

## Saisonstatistik
Abkürzungen: GP = Spiele, W = Siege, L = Niederlagen, T = Unentschieden, OTL = Niederlagen nach Overtime SOL = Niederlagen nach Shootout, Pts = Punkte, GF = Erzielte Tore, GA = Gegentore, PIM = Strafminuten
| Saison  | GP | W  | L  | T | OTL | SOL | Pts | GF  | GA  | Platz    | Playoffs                        |
| 1982–83 | 72 | 12 | 57 | 3 | —   | —   | 27  | 299 | 531 | 6., West | nicht qualifiziert              |
| 1983–84 | 72 | 15 | 56 | 1 | —   | —   | 31  | 295 | 448 | 6., West | nicht qualifiziert              |
| 1984–85 | 72 | 29 | 39 | 4 | —   | —   | 62  | 359 | 367 | 3., West | Niederlage in der zweiten Runde |

## Ehemalige Spieler
Folgende Spieler, die für die Kelowna Wings aktiv waren, spielten im Laufe ihrer Karriere in der National Hockey League: 
| - Mike Babcock (als Trainer) - Rocky Dundas - Wade Flaherty - Brent Gilchrist - Ian Herbers - Tony Horacek | - Jeff Rohlicek - Jeff Sharples - Mick Vukota - Darcy Wakaluk |

## Team-Rekorde

### Karriererekorde
Spiele: 212  Cam Lazoruk
Tore: 81  Terry Zaporzan
Assists: 128  Terry Zaporzan
Punkte: 209   Terry Zaporzan
Strafminuten: 375  Cam Lazoruk